# Степове (село, Золотоніський район)
Степове́  (у 1956—2016 роках — Ленінське) — село в Україні, у Золотоніському районі Черкаської області. Входить до складу Іркліївської сільської громади.

## Населення
Станом на 2001 рік у селі проживало 789 осіб.

## Історія
Село було засновано 25 червня 1956 року переселенцями із сіл Самовиця (Самовиці), Більки (Білки) та Мутихи, які потрапили в зону затоплення водами новоствореного Кременчуцького водосховища. Будівництво було вирішено провести в урочищі Баталове, на сесій сільради було вирішено надати селу назву Ленінське. Поділ села проводили на квартали розмірами 200 на 300 метрів, кожній родині надавали наділи землі площею 25 соток, розмірами 25 на 100 метрів. За допомогою жеребкування визначали місця проживання окремих родин.
До нового місця переїхав і колгосп імені XVIII з"їзду ВКП(б).
За перший рік було збудовано 14 хат, наступного ще 48, усі інші — упродовж 1958-1959 років. Школи від початку не було, тому навчання 11 учнів проводили в одній із хат. Нова школа була відкрита 1960 року. Кладовище також було перенесено, рештки перевозили у ящиках. На новому місці було вирито 3 братські могили, куди й було усіх поховані.
Першим сільським головою села став Сидір Завалко і він очолював село до 1975 року.
В процесі декомунізації 2016 року село було перейменоване на сучасну назву.